# Saint-Aubin-du-Perron
Saint-Aubin-du-Perron foi uma comuna francesa na região administrativa da Normandia, no departamento da Mancha. Estendia-se por uma área de 7,62 km². Em 2010 a comuna tinha 238 habitantes (densidade: 31,2 hab./km²).
Em 1 de janeiro de 2019, passou a formar parte da nova comuna de Saint-Sauveur-Villages.